# Université nationale de Donetsk
L'université nationale de Donetsk (en ukrainien : Донецький національний університет, en russe : Донецкий национальный университет) est une université située à Donetsk, capitale du Donbass, à l'est de l'Ukraine. 

## Historique
L'Université a été fondée le 15 juillet 1937 du temps de l'URSS, sous le nom d'institut pédagogique de Stalino, alors que la ville s'appelait Stalino. De 1965 à 2000, elle s'est intitulée université d'État de Donetsk et a pris son nom actuel le 11 septembre 2000.

## Présentation
L'université englobe entre autres douze facultés, un institut d'humanités, trois instituts techniques, un lycée d'enseignement secondaire, six établissements régionaux de formation et de mise à niveau de spécialistes. Son recteur est actuellement le professeur Roman Fiodorovitch Griniouk, docteur ès sciences juridiques. L'université accueille plus de quinze mille étudiants. Elle est membre de l'European University Association. 

## Facultés
- Faculté de biologie[1]
  - Biologie
  - Biophysique
  - Botanique
  - Zoologie
  - Physiologie humaine et animale
  - Physiologie végétale

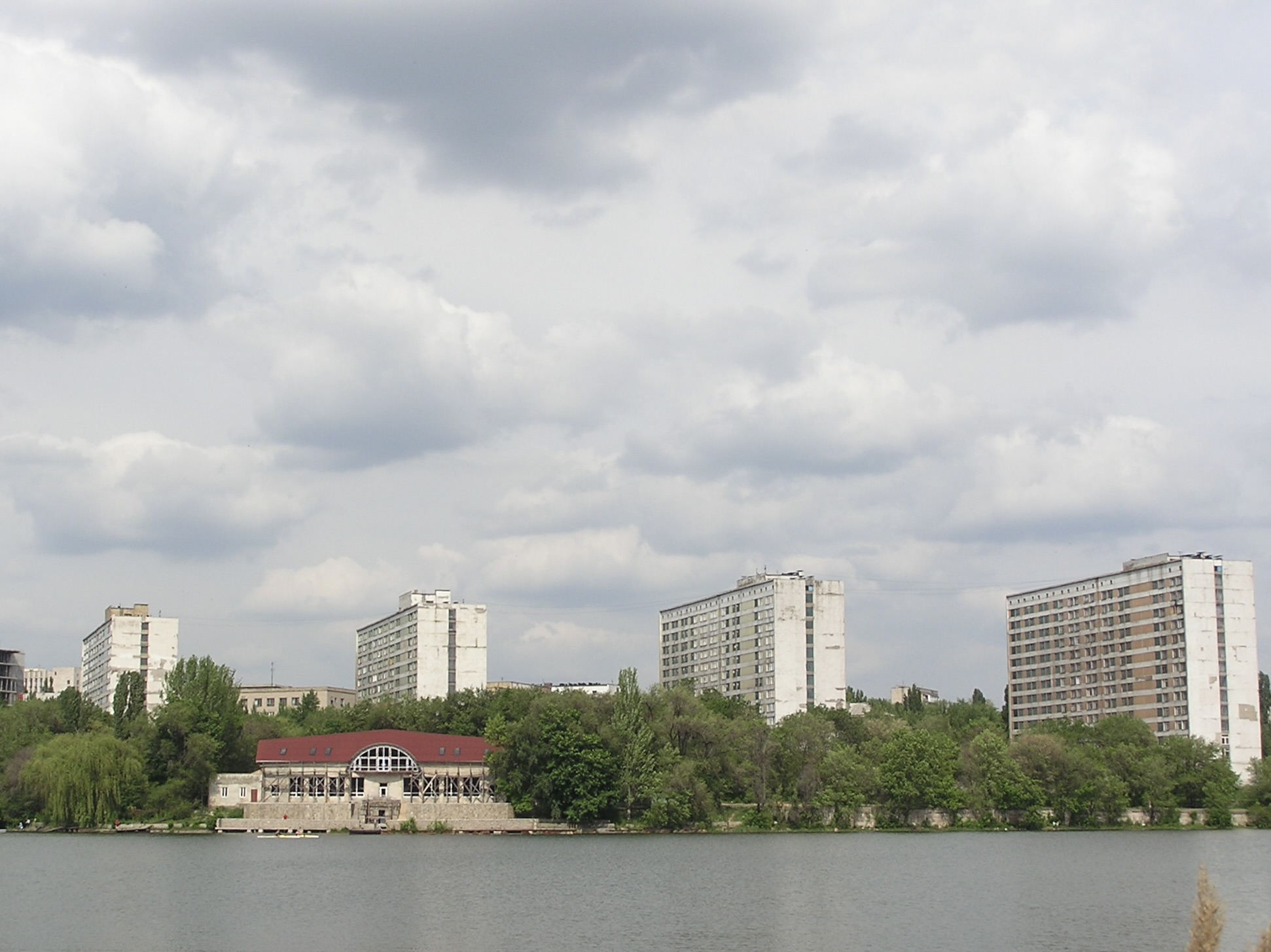
Vue des foyers d'étudiants de l'université.

  - Écologie et préservation de l'environnement
- Faculté d'histoire
  - Histoire
  - Relations internationales
  - Politologie
- Faculté de mathématiques et de technologies informatiques[2]
  - Mathématiques
  - Statistiques
  - Informatique
  - Mathématiques appliquées
  - Matières informatiques et de documentation
- Faculté internationale[3]
- Faculté de comptabilité et finances[4]
  - Théorie économique
  - Statistiques appliquées
  - Finances
  - Banque
  - Comptabilité et audit
- Faculté de physique technique[5]
  - Nanophysique
  - Physique générale et physique didactique
  - Physique des process inégaux
  - Radiophysique et électronique
  - Métrologie et techniques de mesures
  - Monitoring écologo-économique informatique
  - Systèmes intellectuels de prises de décisions
  - Sécurité des systèmes informatiques et de communications

- Faculté de philologie[6]
  - Culturologie
  - Psychologie
  - Études journalistiques
  - Langue ukrainienne et lettres
  - Langue russe et lettres
  - Linguistique appliquée
- Faculté des langues étrangères[7]
  - Langue anglaise et lettres
  - Langue française et lettres
  - Langue allemande et lettres
  - Traduction

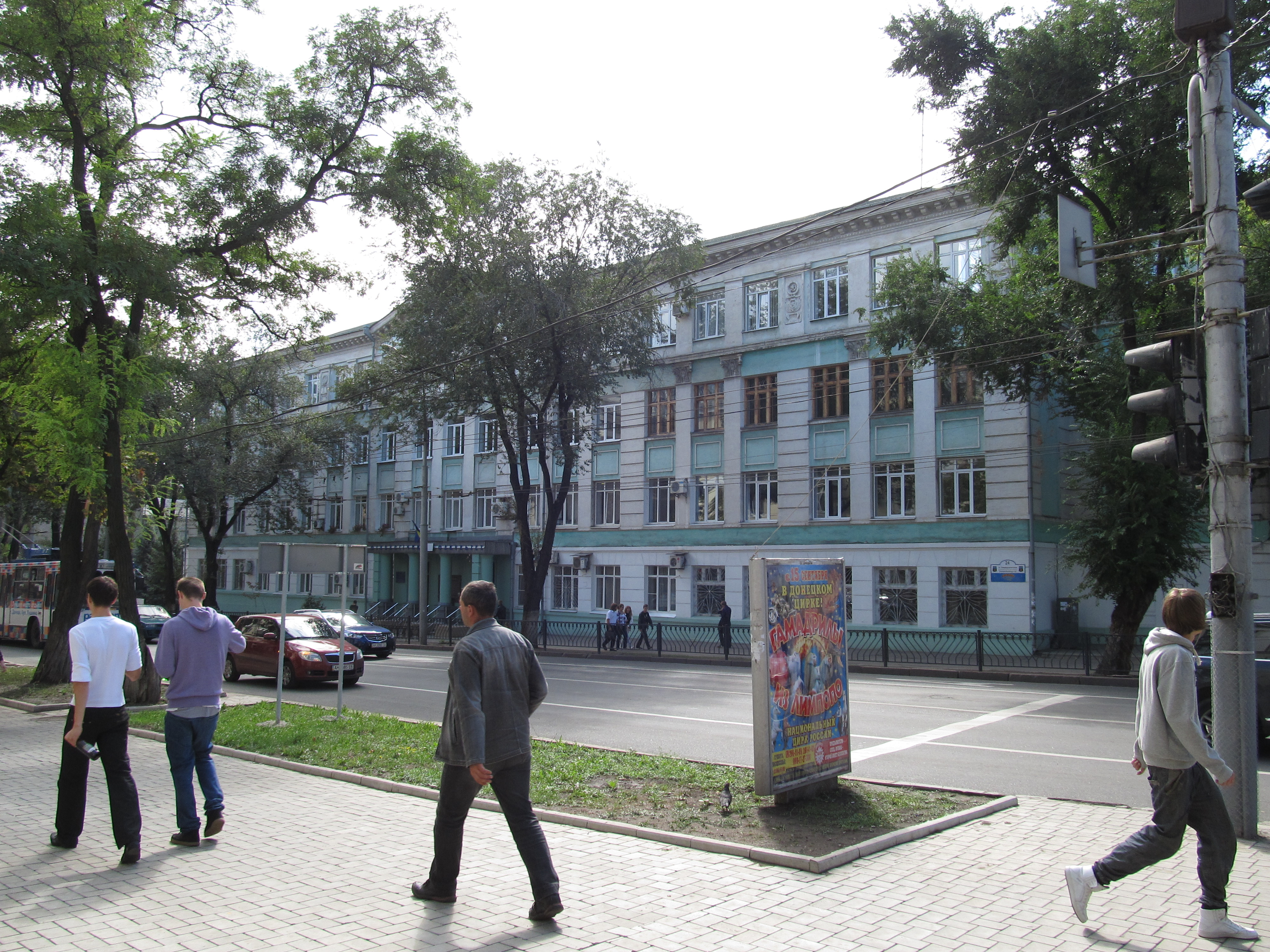
Vue de la faculté de philologie.

- Faculté des professions connexes et complémentaires
- Faculté de chimie[8]
  - Chimie
  - Biochimie
  - Chimie analytique
  - Chimie physique

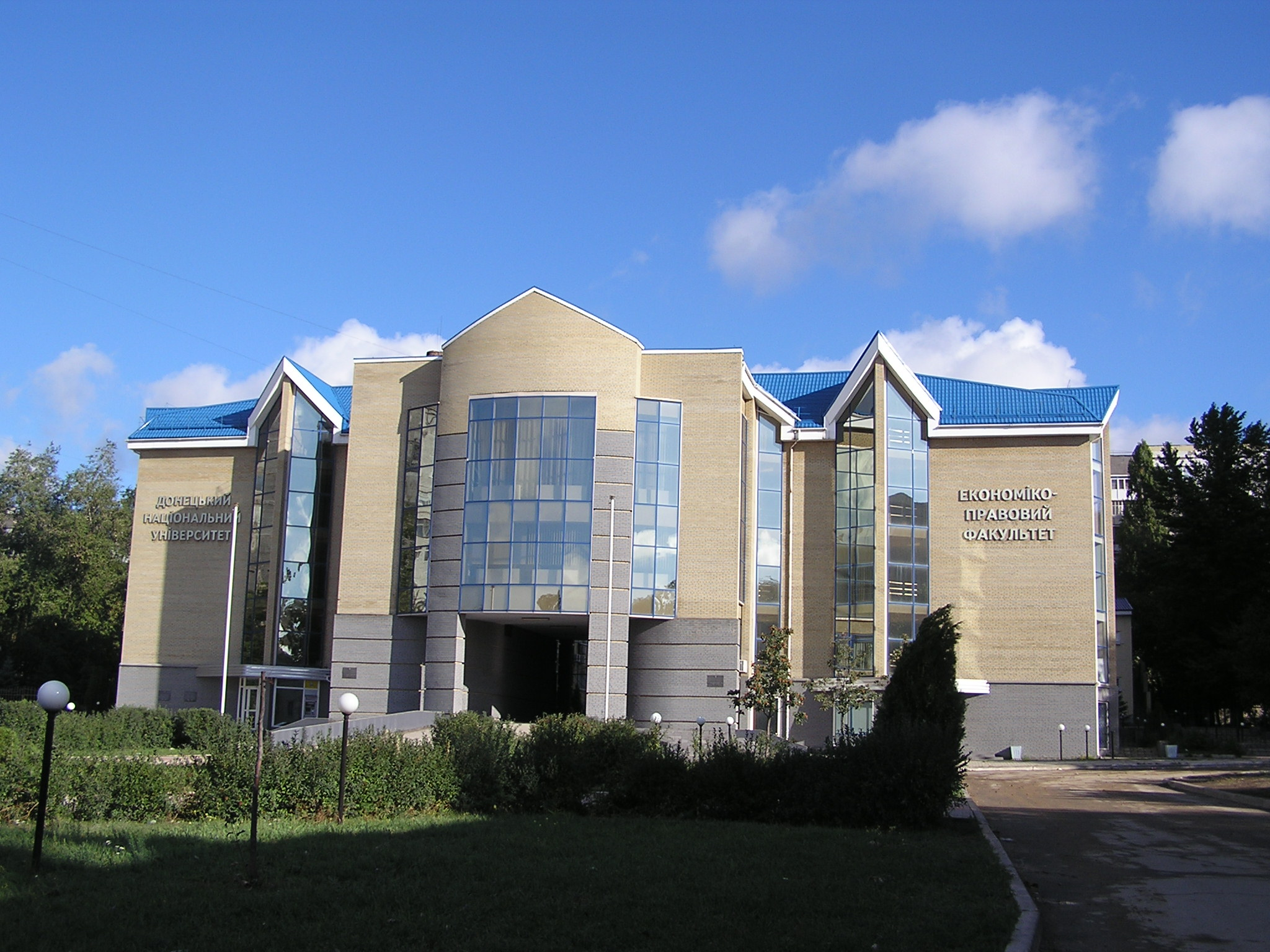
Façade de l'actuelle faculté de droit en 2011.

- Faculté de droit (avant mai 2014: faculté d'économie et de droit)[9]
  - Droit
  - Cybernétique économique
- Faculté d'économie[10]
  - Économie internationale
  - Économie de l'entreprise
  - Management organisationnel
  - Marketing
  - Administration du personnel et économie du travail
  - Économie appliquée
  - Affaires et administration

## Enseignants
- Olena Styajkina.

## Étudiants célèbres
- Ivan Dziouba, ministre de la culture,
- Iya Kiva, poète
- Hryhoriy Nemyria, vice-premier ministre
- Volodymyr Rafeienko, écrivain
- Vassyl Stous, poète
- Olena Anatoliivna Bondarenko, journaliste et députée.

## Notes et références

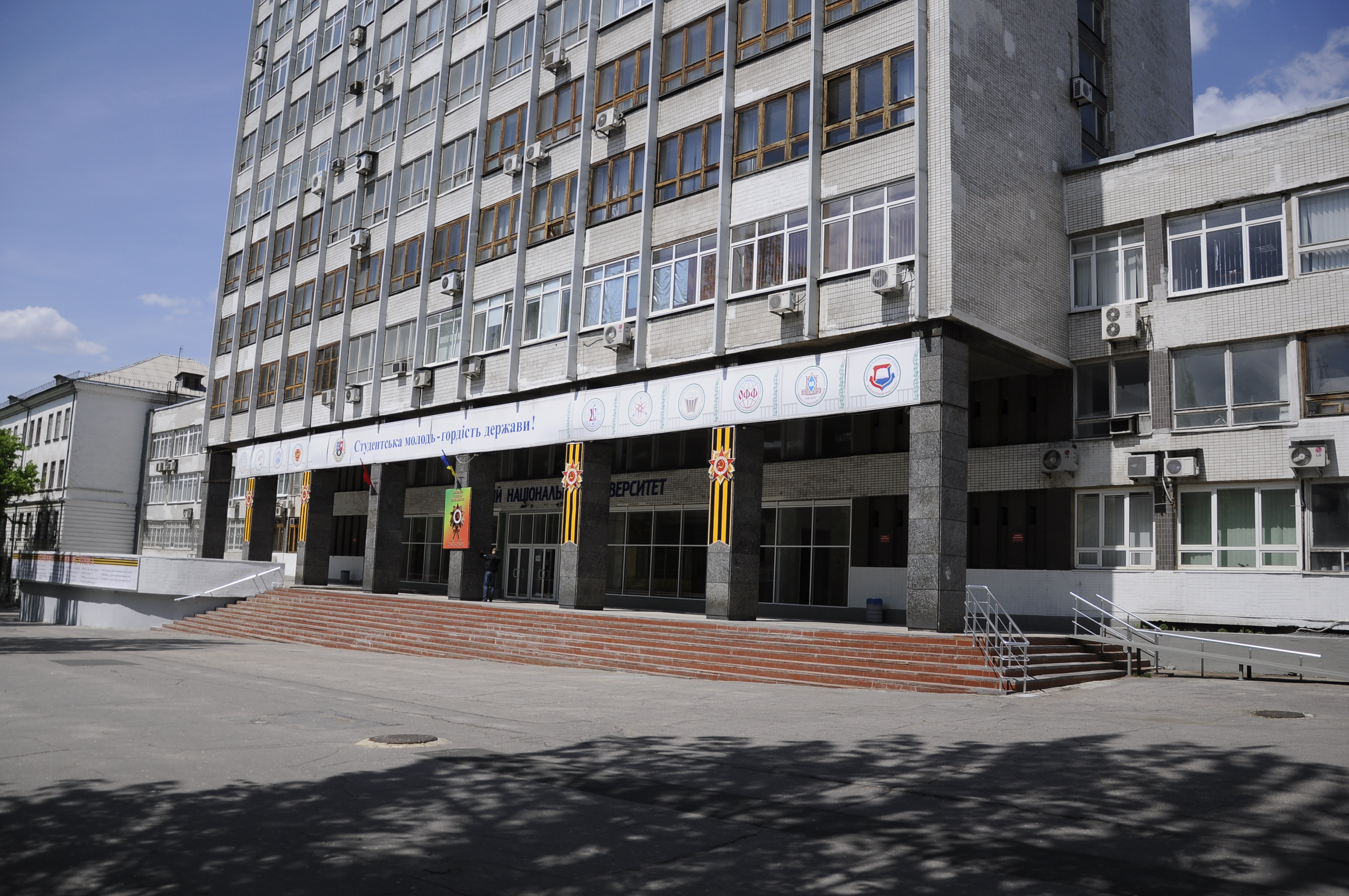
Bâtiment principal de l'université, le jour de la Victoire, le 9 mai 2011.